# 岳普煜
岳普煜（1959年10月—），男，汉族，山西太原人，中华人民共和国政治人物。太原理工大学机械设计与理论专业毕业。

## 生平
1982年5月参加工作，1985年9月加入中国共产党。早年长期在太原重型机器厂设计院工作。2009年1月，任太原重型机械集团有限公司董事长、党委书记。2012年1月，任中共临汾市委副书记、代市长（3月正式当选市长）。2016年5月，任中共临汾市委书记。
2013年，被选为第十二届全国人民代表大会山西地区代表。
2018年1月当选山西省人大常委会副主任。直到2023年1月届满卸任。